# Jaiapura
Jaiapura, ou Jayapura, é a capital da província de Papua, Indonésia, na ilha de Nova Guiné. A população estimada em 2002 era de 200.000 habitantes.
A cidade situa-se em uma baía chamada Teluk Yos Sudarso (antigamente conhecida como Baía Humboldt).

## História
De 1910 a 1962 a cidade foi conhecida como Hollandia e foi a capital do distrito homônimo no nordeste da parte ocidental da ilha da Nova Guiné. A cidade foi rebatizada como Kota Baru pela Organização das Nações Unidas (ONU) em 1º de maio de 1963.

A parte norte da Nova Guiné Neerlandesa foi ocupada por forças japonesas em 1942. Forças aliadas expulsaram os japoneses após desembarques anfíbios próximo a Hollandia, a partir de 21 de abril de 1944. A área serviu como base do General Douglas MacArthur até a conquista das Filipinas, em Março de 1945. Mais de vinte bases americanas  foram estabelecidas e meio milhão americanos movimentados nesta área.

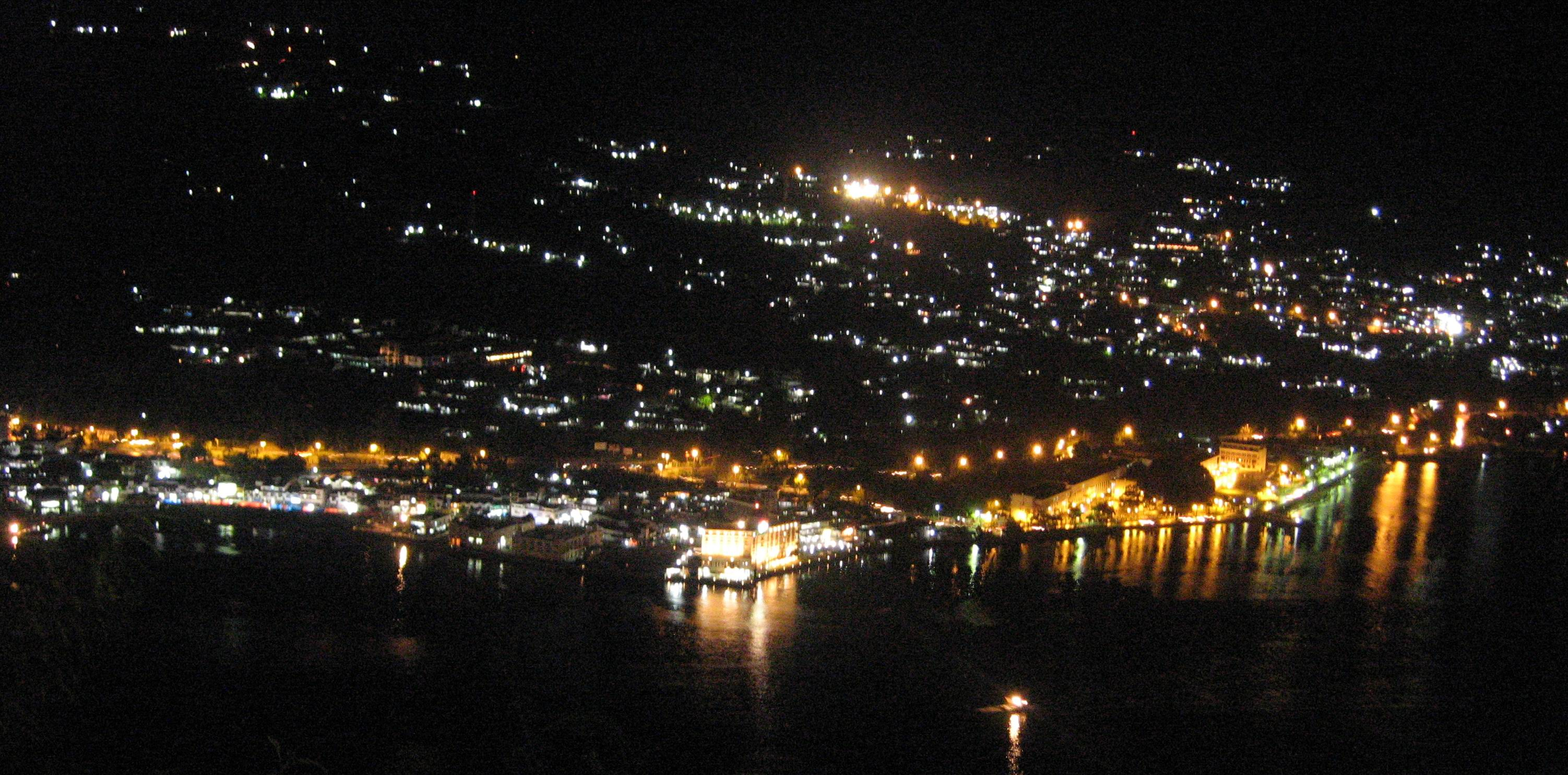
Jaiapura à noite

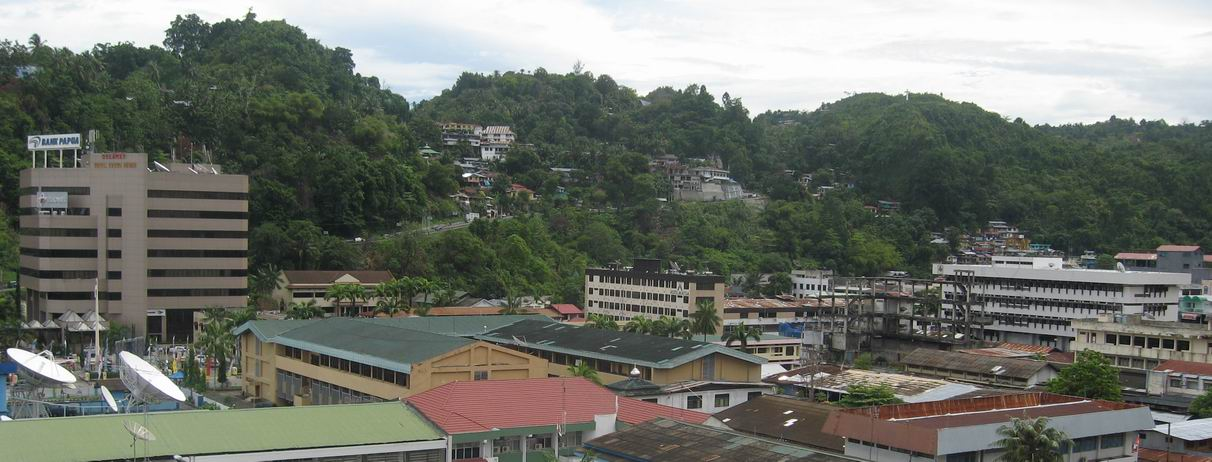
A cidade de Jaiapura

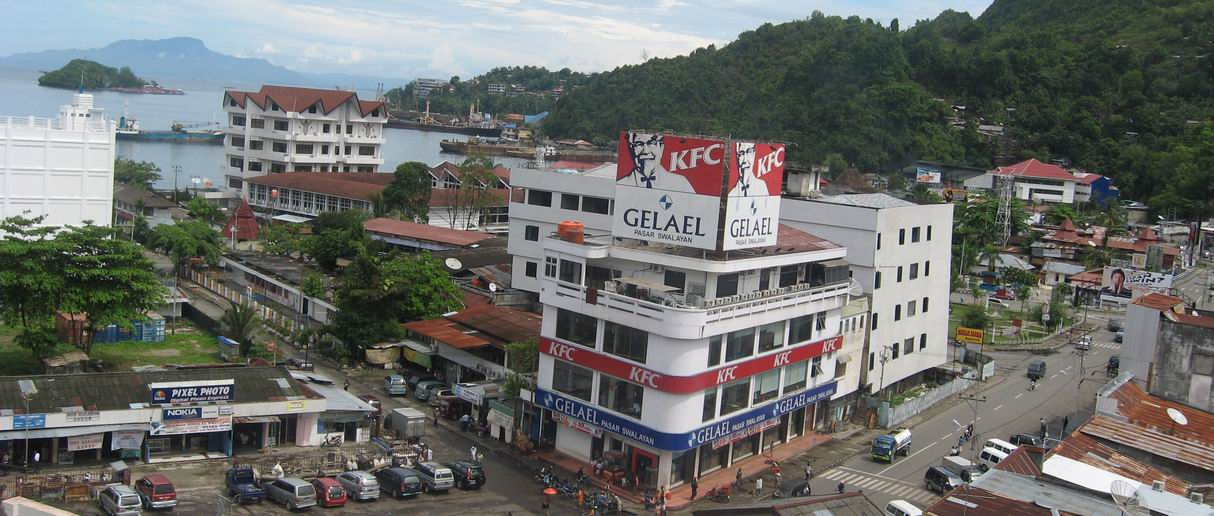
Horizonte de Jaiapura

Em 1945, os Países Baixos fizeram de Hollandia a capital da Nova Guiné Holandesa. Depois que o território foi entregue às Nações Unidas, em 1 de outubro de 1962, a cidade ficou conhecida pelo nome indonésio Kota Baru, e manteve o nome quando a Indonésia assumiu seu controle, em 1 de maio de 1963. A cidade foi renomeada para Sukarnopura por um curto período, devido ao presidente Sukarno, até ao final de 1968, quando adquiriu o seu nome atual. O significado literal de Jaiapura, a partir de Jaipur em Rajastão, é a Cidade de Vitória (sânscrito, jaya: "vitória militar"; pura: "cidade"). 

### História religiosa
Em 12 de maio de 1949, a Prefeitura Apostólica de Hollandia foi implantada na cidade. Em 1963, passou a Vicariato Apostólico de Kota Baru. Em 1964, foi renomeada para Vicariato Apostólico de Sukarnapura. Foi promovida a Diocese de Sukarnapura em 1966, renomeada para Diocese de Djajapura em 1969, e, finalmente, rebatizada  para Diocese de Jaiapura em 1973.